# NGC 5223
NGC 5223 is een elliptisch sterrenstelsel in het sterrenbeeld Jachthonden. Het hemelobject werd op 1 mei 1785 ontdekt door de Duits-Britse astronoom William Herschel.

## Synoniemen
- UGC 8553
- MCG 6-30-40
- ZWG 190.25
- PGC 47822